# Lista de deputados estaduais de Alagoas da 7.ª legislatura
Essa é uma lista de deputados estaduais de Alagoas eleitos para o período 1971-1975. Foram 15 eleitos

## Composição das bancadas
| Partido | Líder              | Bancada | Posição  |
| ------- | ------------------ | ------- | -------- |
| ARENA   | Guilherme Palmeira | 11 / 15 | Governo  |
| MDB     | Alcides Falcão     | 4 / 15  | Oposição |

## Deputados Estaduais
| Número | Deputados estaduais eleitos       | Partido | Votação | Percentual | Cidade onde nasceu   | Unidade federativa |
| 11724  | Tarcísio de Jesus                 | ARENA   | 9.605   | 4,60%      | Maceió               | Alagoas            |
| 15234  | Antônio Ferreira de Andrade       | MDB     | 8.013   | 3,84%      | Desterro             | Paraíba            |
| 11754  | Divaldo Suruagy                   | ARENA   | 7.265   | 3,48%      | São Luís do Quitunde | Alagoas            |
| 15256  | Alcides Falcão                    | MDB     | 6.033   | 2,89%      | Ouricuri             | Pernambuco         |
| 11387  | Geraldo Melo                      | ARENA   | 6.012   | 2,88%      | Capela               | Alagoas            |
| 11865  | Teobaldo Vasconcelos Barbosa      | ARENA   | 5.805   | 2,78%      | São José da Laje     | Alagoas            |
| 11807  | Jorge Duarte Quintella Cavalcanti | ARENA   | 5.758   | 2,75%      | Penedo               | Alagoas            |
| 11222  | Nelson Costa                      | ARENA   | 5.497   | 2,63%      | Piaçabuçu            | Alagoas            |
| 11869  | José Lúcio de Melo                | ARENA   | 5.291   | 2,53%      | Arapiraca            | Alagoas            |
| 11309  | Aroldo Dorvillé Loureiro Farias   | ARENA   | 5.253   | 2,51%      | Maceió               | Alagoas            |
| 11174  | José Bandeira de Medeiros         | ARENA   | 5.214   | 2,49%      | Delmiro Gouveia      | Alagoas            |
| 11292  | Guilherme Palmeira                | ARENA   | 5.125   | 2,45%      | Maceió               | Alagoas            |
| 11837  | Humberto Melo Souza               | ARENA   | 4.941   | 2,36%      | Pilar                | Alagoas            |
| 15858  | Walter Dória de Figueiredo        | MDB     | 4.669   | 2,23%      | Rio Largo            | Alagoas            |
| 15730  | Higino Vital da Silva             | MDB     | 4.610   | 2,20%      | Arapiraca            | Alagoas            |